# Нереди у Болоњи
Нереди у Болоњи представљају  нереде који су се десили за време оловних година.

## Нереди
Центар Болоње постао је бојно поље између полиције и студената који су бацали молотовљеве коктеле, калдрму и комаде метала.   
Лорусо је упуцан током окршаја између полиције и око 1.000 студената, који су подигли барикаде око Универзитета у Болоњи у знак протеста против пресуде левичарском младићу за убиство једног грчког десничара две године раније.  
Десетине људи, укључујући и неколико полицајаца, били су повређени, а 46 студената ухапшено је током нереда.

## Последице
На хиљаде левичарских припадника су протестовали као одговор на убиство Лоруса, лидера комуниста у Болоњи
Полицајац је убијен раније током дана у Торину, очигледно као одмазда за смрт студента током сукоба са полицијом 11. марта.
Тадашњи министар Италија Ђулио Андреоти прокоментарисао је на телевизији да је ово убиство било "нормално и очекивано "